# Lower River
Lower River ou South Bank é uma das seis regiões da Gâmbia. Tem uma área de 1.618 km² e uma população de 72.546 habitantes.

## Distritos
Lower River está dividida em seis distritos:
- Jarra Central
- Jarra East
- Jarra West
- Kiang Central
- Kiang East
- Kiang West